# Nothomicrodon
Nothomicrodon là một chi ruồi trong họ Syrphidae.